# اردوگاه کار اجباری پونیاتووا
اردوگاه کار اجباری پونیاتووا (به زبان لهستانی: Poniatowa) در شهر پونیاتووا در لهستان اشغالی، در غرب لوبلین، توسط اس‌اس در نیمه دوم سال ۱۹۴۱ تأسیس شد، ابتدا برای نگهداری از اسرای جنگی شوروی پس از عملیات بارباروسا. تا آن زمان، حدود ۲۰,۰۰۰ اسیر جنگی شوروی از گرسنگی، بیماری و اعدام‌ها در آنجا جان باخته بودند.
این اردوگاه در آن زمان به نام «اردوگاه اسیران جنگی ۳۵۹ پونیاتووا» (Stalag 359 Poniatowa) شناخته می‌شد. پس از آن، اردوگاه به عنوان یک اردوگاه کار اجباری بازطراحی و گسترش یافت تا نیروی کار برده‌ای را برای حمایت از تلاش‌های جنگی آلمان فراهم کند، با کارگاه‌هایی که توسط SS Ostindustrie در محوطه کارخانه تجهیزات مخابراتی لهستانی پیش از جنگ که در اواخر دهه ۱۹۳۰ تأسیس شده بود، اداره می‌شد.
پونیاتووا در اوایل پاییز ۱۹۴۳ بخشی از سیستم اردوگاه‌های فرعی اردوگاه کار اجباری مایدانک شد. قتل‌عام عمده نیروی کار عمدتاً یهودی آن در طول عملیات جشن برداشت رخ داد، و بدین ترتیب عملیات راینهارد در دولت عمومی به پایان رسید.

## عملیات اردوگاه

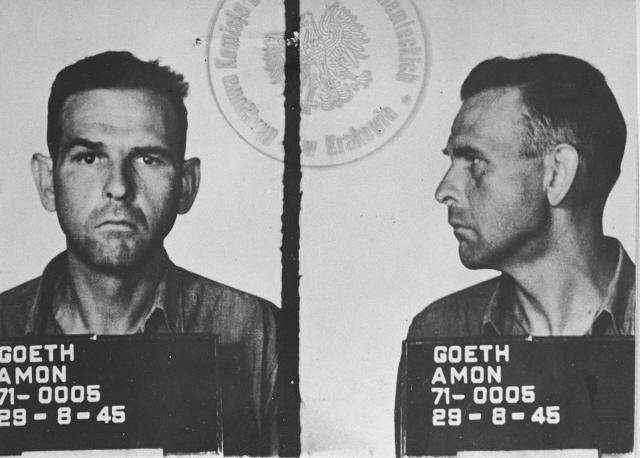
آمون گوت بعد از دستگیری در ۱۹۴۵

دو سال پس از تهاجم آلمان نازی به لهستان، در اکتبر ۱۹۴۲ هاوپت‌اشتورمفورر آمون گوت – که به زودی فرمانده اردوگاه کار اجباری کراکوف-پلاشوف می‌شد – با نقشه‌ای برای بازسازی به پونیاتووا آمد. ساخت یک اردوگاه کار اجباری جدید به اروین لامبرت واگذار شد. این اردوگاه قرار بود کارگرانی را برای کارخانه یونیفرم ارتش والتر توبنز که از گتوی در حال نابودی ورشو منتقل شده بود، تأمین کند. جایی که حداقل ۲۵۴,۰۰۰ یهودی در دو ماه تابستان ۱۹۴۲ به اردوگاه مرگ تربلینکا فرستاده شدند. اوبراشتورمفورر گوتلیب هرینگ به عنوان فرمانده اردوگاه منصوب شد. او در مارس ۱۹۴۳ توسط هیملر به درجه اس‌اس-هاوپت‌اشتورم‌فورر ارتقا یافت.
اولین حمل و نقل یهودیان در اکتبر ۱۹۴۲ از اوپوله به پونیاتووا رسید، جایی که تخلیه گتو به اردوگاه مرگ سوبیبور در حال انجام بود. باراک‌های جدید ساخته شدند. تا ژانویه ۱۹۴۳، ۱۵۰۰ یهودی در اردوگاه بودند. در آوریل ۱۹۴۳، در جریان نابودی گتوی ورشو توسط نازی‌ها، حدود ۱۵,۰۰۰ یهودی لهستانی دیگر تحویل داده شدند. برای شش ماه بعد، همه آنها لباس‌های تازه برای ورماخت تولید کردند. به دلیل ماهیت کار انجام شده، زندانیان مانند اکثر اردوگاه‌های دیگر بدرفتاری نمی‌شدند. آنها اجازه داشتند کودکان خود را از طریق مهدکودک نگه دارند، لباس‌های خود را بپوشند و وسایل شخصی خود را حفظ کنند، زیرا یونیفرم‌های جدیدی که توسط آنها ساخته می‌شد، تقویت‌کننده‌های روحیه عالی در جبهه بودند.
خیاطان و خیاط‌های یهودی ورشو عملاً به صورت رایگان برای سودجوی جنگی آلمانی والتر توبنز کار می‌کردند که ثروت زیادی به دست می‌آورد. او بعدها به عنوان ضد-شیندلر توصیف شد. یهودیان لهستان توسط حدود ۳,۰۰۰ یهودی اسلواکی و اتریشی (نخبگان اردوگاه) که جدا از بقیه اسکان داده شده بودند، تقویت شدند.

## عملیات راینهارت
پس از بسته شدن کارخانه مرگ بلزک در نزدیکی در ژوئن ۱۹۴۳، رئیس عملیات راینهارد، اوبراگروپن‌فورر اودیلو گلوبوکنیک در آگوست ۱۹۴۳ از تأسیسات پونیاتووا بازدید کرد. گوتلیب هرینگ، فرمانده اردوگاه، به دلیل عدم کامل انضباط زندان توبیخ شد. تغییرات اساسی بلافاصله با اعدام‌های روزانه حداقل چند نفر معرفی شد. کوره جدید ساخته شد. از سپتامبر ۱۹۴۳، اردوگاه کار اجباری پونیاتووا بخشی از سیستم اردوگاه‌های فرعی اردوگاه کار اجباری مایدانک تحت آکسیون راینهارد، مرگبارترین مرحله هولوکاست شد. در آغاز عملیات جشن برداشت، زندانیان دستور داشتند که سنگرهای ضد تانک در پونیاتووا، تراونیکی و همچنین در اردوگاه‌های کار اجباری مایدانک حفر کنند، بدون اینکه از هدف واقعی آنها آگاه باشند.

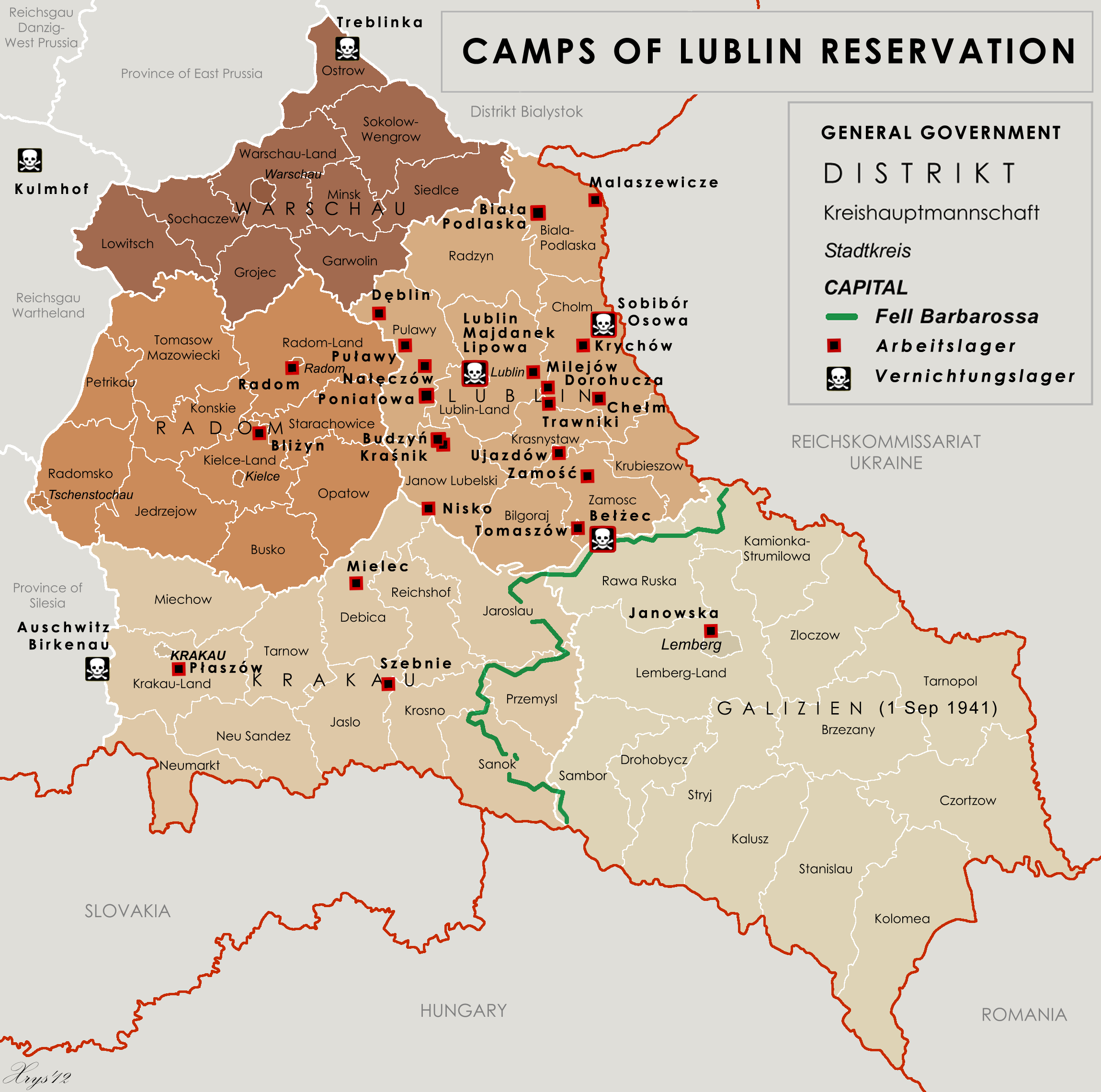
اردوگاه‌های کار اجباری در دولت عمومی؛ آنهایی که تحت تأثیر عملیات جشن برداشت قرار گرفتند در سمت بالا راست هستند.

در ۴ نوامبر ۱۹۴۳، به دستور کریستیان ویرت، اس‌اس و پلیس آلمان شروع به تیراندازی به یهودیان از اردوگاه‌ها در این مکان‌ها کردند. آنها به طور همزمان در سراسر منطقه طرح لوبلین با اردوگاه‌های فرعی در بودزین، کراشنیک، پولاوی، لیپووا و مکان‌های دیگر قتل‌عام شدند. در پونیاتووا، زندانیان مجبور شدند لباس‌های خود را درآورند و به سنگرهای خودساخته برهنه وارد شوند، جایی که یکی یکی بر روی اجساد دیگران تیراندازی می‌شدند. بنا به گفته یک شاهد عینی، بسیاری از قربانیان کشته نشده و زخمی در خندق دراز کشیده بودند در حالی که اجساد بیشتری روی آنها انباشته می‌شد.
حدود ساعت ۱۴:۰۰، اعدام‌ها برای استراحت ناهار متوقف شد و جلادان مست تعویض شدند. خندق‌ها بیش از حد کم‌ عمق از آب درآمدند و اجساد خونین از لبه‌های آنها سرریز می‌شد.

### قیام
در اولین روز کشتارها، در یکی از باراک‌های پونیاتووا یهودیان قیامی به پا کردند و تعدادی سلاح به دست آورده بودند. در ساعت ۱۸:۰۰، گروهی حدود ۱۰۰ نفره از یهودیان چند سربازخانه پر از لباس را به آتش کشیدند و سپس خود را در سربازخانه دیگری سنگر کردند. برای سرکوب آن، اس‌اس ساختمان را با یک حلقه محکم محاصره کرد و آن را به آتش کشید. دود باعث شد که یک آتش‌نشانی از روستا به دروازه برسد زیرا ژاندارم‌ها مطلع نشده بودند. به گفته شاهد، بیش از یک سازه در اردوگاه در حال سوختن بود. آتش‌نشانان توسط اس‌اس‌های فریادزن دستور داده شدند که فوراً محل را ترک کنند، اما به طور ناخواسته متوجه شدند که یک یهودی که از شعله‌ها فرار می‌کرد با قنداق تفنگ‌ها کتک خورده و به ساختمان در حال سوختن بازگردانده شد.
منطقه با اجساد زنان پوشیده شده بود. صبح روز بعد (۴ نوامبر ۱۹۴۳)، کشتارهای دسته‌جمعی در پونیاتووا طبق برنامه ادامه یافت و تا بقیه روز ادامه داشت. در مجموع، در ۳-۴ نوامبر ۱۹۴۳ حدود ۴۳,۰۰۰ زندانی مرد و زن بر روی یک خط طولانی از سنگرهای ضد تانک جعلی تیراندازی شدند. اردوگاه‌ها بسته شدند. فرمانده گوتلیب هرینگ سپس به همراه همکاران اس‌اس خود از کارکنان عملیات راینهارت به ریزیرا دی سان سابا در تریسته، ایتالیا پیوست.